# What About Today?
What About Today? ist ein Musikalbum von Barbra Streisand.

## Geschichte
Barbra Streisand hatte sich seit der Verfilmung von Funny Girl vor allem der Filmarbeit gewidmet und war viel seltener im Studio, um neue Songs aufzunehmen, als noch in den Jahren zu Beginn ihrer Gesangskarriere. So lagen erstmals fast zwei Jahre zwischen zwei Produktionen. Mit What About Today? veränderte Barbra Streisand ihr Repertoire von Jazzstandards und Musicalsongs und erweiterte es um Interpretationen von aktuellen Popsongs. Diese Veränderung brachte jedoch nicht den gewünschten Mainstreamerfolg. Das Album erreichte in den USA als höchste Platzierung der Albumcharts nur den 31. Platz. Das Coverfoto war einer Serie von Fotos des Fotografen Richard Avedon für das Magazin Vogue aus dem Jahre 1968 entnommen.

## Track Liste

### Seite A
1. "What About Today?" (David Shire) – 2:57
2. "Ask Yourself Why" (Alan Bergman, Marilyn Bergman, Michel Legrand) – 3:03
3. "Honey Pie" (Lennon/McCartney) – 2:39
4. "Punky's Dilemma" (Paul Simon) – 3:29
5. "Until It's Time for You to Go" (Buffy Sainte-Marie) – 2:55

### Seite B
1. "That's a Fine Kind O' Freedom" (Harold Arlen, Martin Charnin) – 3:02
2. "Little Tin Soldier" (Jimmy Webb) – 3:53
3. "With a Little Help from My Friends" (Lennon/McCartney) – 2:40
4. "Alfie" (Burt Bacharach, Hal David) – 3:20
5. "The Morning After" (Richard Maltby, Jr., Shire) – 2:40
6. "Goodnight" (Lennon, McCartney) – 3:44